# Апрельская любовь (фильм)
«Апрельская любовь» (англ. April Love) — американский музыкальный фильм режиссёра Генри Левина и продюсера Дэвида Вайсбарта по сценарию Уистона Миллера, основанном на книге  Джорджа Энью Чемберлена «Призрачная кобылка» (1941). При съёмке картины оператор Улфрид Клайн использовал системы CinemaScope и DeLuxe Color. Это был четвёртый по популярности фильм в США в прокате 1957 года. В главных ролях — Пэт Бун и Ширли Джонс. Премьера картины состоялась 27 ноября 1957 года.

## Сюжет
Молодой человек из Чикаго, Ник Коновер, приезжает в Кентукки на конную ферму своих тёти и дяди, Генриетты и Джеда Брюсов. Последние не видели племянника с тех пор, как тот был ребёнком. Этот шаг является частью условия условно-досрочного освобождения Ника после того, как он был осуждён за поездку с друзьями на угнанном автомобиле. Джед не хочет, чтобы Ник оставался у них в доме. Вскоре юноша узнаёт, что причина враждебного к нему отношения со стороны дяди кроется в смерти его единственного сына — Джеда Брюса-младшего, который погиб во время Корейской войны.
Дядя, который когда-то профессионально тренировал лошадей и участвовал в гонках на скачках, запустил ферму. Осталась только одна лошадь — энергичный и практически неуправляемый жеребец по кличке Тагфайр, любимец его погибшего сына. Незнание Ника о поведении лошадей проявляется, когда он попадает в загон к Тагфайру, который нападает на него.
На ферму к Брюсам приезжает младшая дочь их соседа, Лиз Темплтон, и приглашает Джеда и Ника в гости. У Темплтонов Ник удивляется тому, насколько обустроена ферма соседей по сравнению с фермой его тёти и дяди. У Лиз «мальчишеский» характер. Ей нравится жизнь на ферме, а теперь ещё и Ник. Последний знакомится с Фрэн, старшой сестрой Лиз, искушенной женщиной, которая встречается с Элом Тёрнером. Лиз расстроена тем, что Ника больше привлекает спортивная машина её старшей сестры, чем она. Фрэн позволяет Нику осмотреть двигатель автомобиля и даже предлагает ему сесть за руль, но юноша отказывается от предложения, избегая объяснения того, что его водительские права были аннулированы. Увлечение Ника механикой снова становится очевидным, когда он ремонтирует трактор Джеда и, получив разрешение дяди, с помощью Лиз чинит старый драндулет, стоявший в сарае.
Ник проводит время с обеими сёстрами Темплтон. Он считает Лиз «приятелем», а Фрэн — подходящей девушкой, хотя она и встречается с Элом. Эти четверо неплохо ладят между собой, несмотря на то, что Лиз понимает, что Нику нравится Фрэн. На барбекю Ник хвастается Фрэн, что его драндулет сможет обогнать её спортивную машину в дрэг-рейсинге. Фрэн предлагает им устроить гонку по проселочной дороге. Ник соглашается, хотя это и нарушает условия его условно-досрочного освобождения. Во время гонки Фрэн съезжает с дороги и врезается на своей машине в забор. Фрэн и Эл остаются невредимыми. Они бросают автомобиль и уходят. Проезжая по трассе на своем драндулете, Ник пугает Тагфайра, который перепрыгивает через забор загона и убегает. Ник освобождает Тагфайра, запутавшегося в колючих зарослях ежевики. Джед и Генриетта удивлены, увидев спокойного Тагфайра, осёдланного Ником. Несмотря на нежелание племянника, Джед решает научить его езде на упряжках, и в конечном итоге ему удаётся подготовить Ника к участию в гонке.
Незадолго до гонок на упряжках на ярмарке в Бентонвилле Тагфайр заболевает после того, как Ник оставляет его в загоне во время сильного шторма. Ветеринар делает все возможное, чтобы вылечить лошадь. Поздно ночью, когда Ник, Лиз и дядя Джед дежурят в конюшне, Тагфайр встает. После быстрого осмотра лошади Джед говорит, что он сможет участвовать в гонках. От радости Лиз целует Ника, и её поцелуй пробуждает в юноше романтическое влечение.
На ярмарке Ник и Лиз признаются друг другу в романтических чувствах. Они почти целуются на колесе обозрения. Перед гонками Нику говорят, что ему нужно выиграть только один из двух заездов, чтобы выйти в финал. Он и Тагфайр действительно выигрывают первый заезд, во многом потому, что Ник был неизвестным гонщиком, и поэтому на него никто не обращал внимания. Во втором заезде его преследует гонщик Темплтонов. Ник пытается вырваться вперёд и разбивается; его упряжка получает повреждения. Джед решает не вводить Ника и Тагфайра в финальную гонку, понимая, что ранее он оказал на племянника слишком сильное давление. Однако Ник желает продолжить участвовать в скачках. Джед наблюдает со стороны, как племянник использует опыт их тренировок и мчится по трассе к победе.
Сразу после гонки приезжает местный шериф, чтобы арестовать Ника и отправить его обратно в Чикаго за нарушение условий условно-досрочного освобождения. Оказывается, Фрэн подала отчёт о своей автокатастрофе, в котором указала, что Ник был водителем другого автомобиля. Лиз вмешивается в ситуацию и говорит, что Фрэн ошиблась, и что это она была водителем другого автомобиля. Версию Лиз ложно подтверждают Фрэн и Генриетта. Ник желает поступить правильно и признает, что отчёт Фрэн верен. По просьбе мистера Темплотна, шериф позволяет юноше остаться в Кентукки, поскольку им было допущено незначительное правонарушение и при этом никто не пострадал. Все счастливы.

## В ролях
| Актёр            | Роль           |
| ---------------- | -------------- |
| Пэт Бун          | Ник Коновер    |
| Ширли Джонс      | Лиз Темплтон   |
| Артур О’Коннелл  | Джед Брюс      |
| Жанетт Нолан     | Генриетта Брюс |
| Мэтт Кроули      | Дэн Темплтон   |
| Долорес Майклс   | Фрэн Темплтон  |
| Брэдфорд Джексон | Эл Тёрнер      |

## Производство
Фильм был ремейком фильма «Дом в Индиане» (1944). Сценарий к картине назывался «Молодые в любви». Съёмки начались в июне 1957 года и проходили в павильонах Голливуда и на природе в Кентукки. Ранее исполнитель главной роли — Пэт Бун дебютировал в картине «Бернардин».
В начале производства, во время съёмки сцены на природе в Кентукки, он попал в автокатастрофу. Бун был пассажиром автомобиля, который по сценарию должен был обогнать автомобиль под управлением двух местных девушек; при столкновении машин актёр не пострадал. Бун также отказался целовать Ширли Джонс на экране, чтобы не расстроить жену.

## Критика
Фильм имел кассовый успех. Еженедельник «Kinematograph Weekly» назвал его «прибыльным» в прокате Великобритании за 1958 год. Большинство критических отзывов о картине носят неоднозначный характер. Кинокритик Леонард Малтин назвал фильм «захватывающим мюзиклом». По мнению его коллеги Босли Краузера из «The New York Times» в картине «два самых симпатичных молодых исполнителя песен, которых только можно найти, набор приятных мелодий, несколько изящных пейзажей Кентукки в хорошем цветовом качестве и совершенно никакого сюжета». Гарольд Уайтхед из «The Montreal Gazette» заметил, что это был «длинный, медленный музыкальный роман», и, в частности, отметил, что Пэт Бун, «респектабельный герой подростков, кажется, так усердно работал над оправданием своей репутации, что превратился в довольно напыщенного молодого человека»
Бун считает картину одной из своих любимых: «Я хотел бы снять еще двадцать таких фильмов: мюзикл, привлекательные персонажи, немного драматизма, хороший сюжет, счастливый конец, это тот фильм, который заставляет тебя чувствовать себя хорошо. Я никогда не хотел снимать депрессивных или безнравственных фильмов». Позднее, рецензируя высказывание актёра, журнал «Diabolique» написал: «Почему он этого не сделал? Фильм стал хитом... И дело не в том, что у киностудии Fox в их бэк-каталоге не было американских историй, которые они могли бы ему предложить: «Кентукки» (1938), «Мэриленд» (1940), «Марджи» (1946), «Смоки» (1946), «Скадда-Ху! Скадда-Хей!» (1948). Почему его снова никто не снял с Джонс?»

## Музыка
Музыка к фильму была написана композиторами Сэмми Фейном и Альфредом Ньюманом. Песня «Апрельская любовь» в исполнении Пэта Буна заняла первое место в чартах Billboard в декабре 1957 года. Она была номинирована на премию Оскар за лучшую песню к фильму 1958 года. Песня «Апрельская любовь» была включена Американским институтом киноискусства в список 2004 года «100 лучших песен из американских фильмов за 100 лет по версии AFI».